# Oberwaltersdorf
Oberwaltersdorf ist eine Marktgemeinde mit 5290 Einwohnern (Stand 1. Jänner 2025) in Niederösterreich im Bezirk Baden.

## Geografie

Oberwaltersdorf (rechts) und Umgebung um 1873 (Aufnahmeblatt der Landesaufnahme)

Oberwaltersdorf liegt an der Triesting, im Wiener Becken, ca. 9 km östlich der Bezirksstadt Baden bei Wien und 25 km südlich von Wien an der Badener Straße (B 210). Eine Eisenbahnanbindung besteht seit 1881 über die Aspangbahn.

### Nachbargemeinden
|              | Trumau                                      |              |
| Traiskirchen | Kompassrose, die auf Nachbargemeinden zeigt | Ebreichsdorf |
| Baden        | Tattendorf                                  | Pottendorf   |

## Geschichte

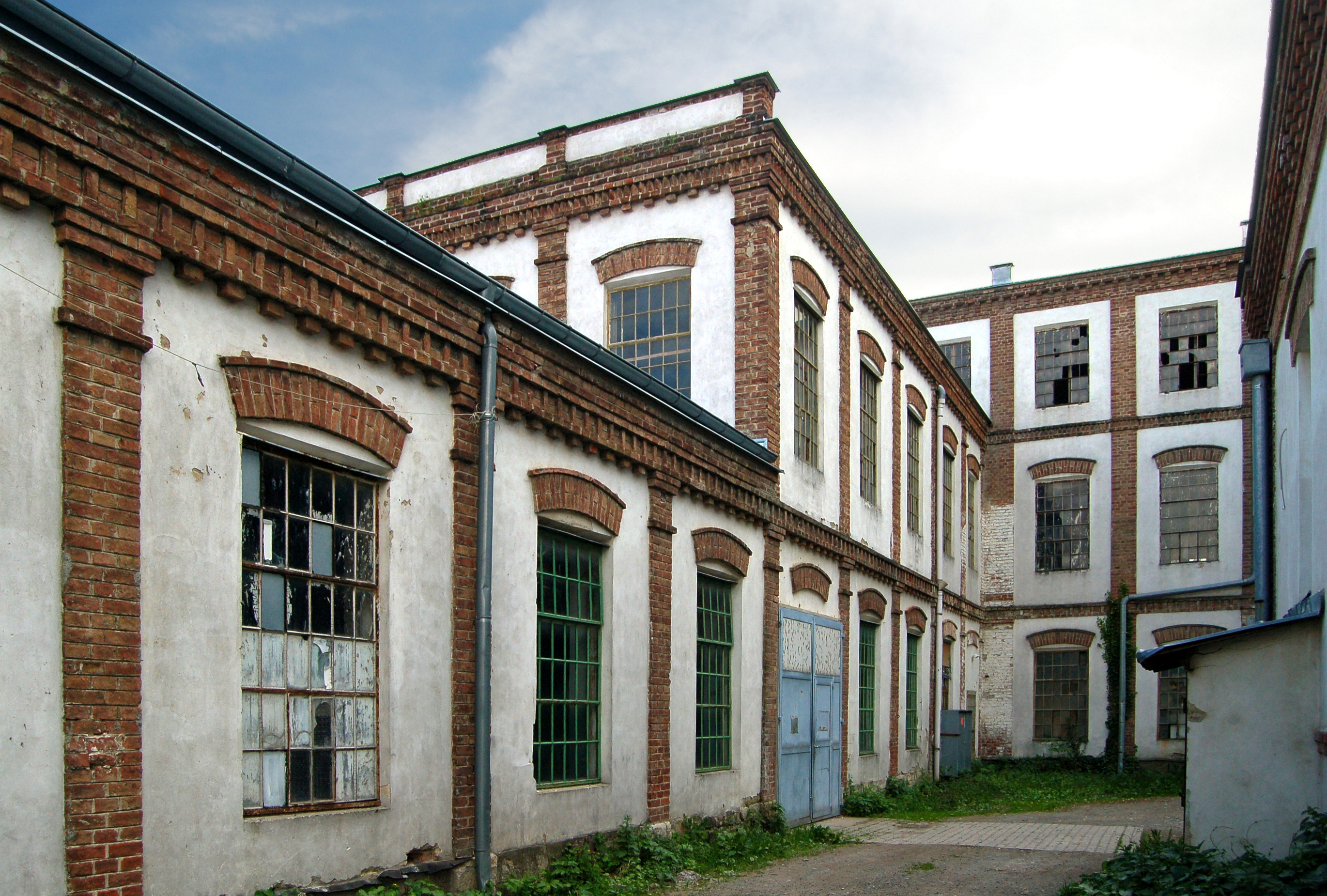
Die ehemalige Spinnerei in der Fabrikstraße

Aus dem 5. vorchristlichen Jahrtausend, etwa aus dem 47. Jahrhundert v. Chr., stammen die ersten Keramikfunde. Die ersten Pfeilspitzen, Streitäxte und Hornsteinspitzen datieren auf das 30. Jahrhundert v. Chr. zurück. Aus dem 7. Jahrhundert v. Chr. stammen weitere Keramikfunde.
Im Jahre 991 entstand die erste deutsche Siedlung in diesem Raum. Die erste schriftliche Erwähnung des Namens Waltrichsdorf erfolgte 1108 in Urkunden des Stiftes Göttweig. Oberwaltersdorf wurde von Herzog Friedrich II. 1234 verpfändet. 1252 wird erstmals die Kirche zum Heiligen Jakobus urkundlich erwähnt. An der Kirche zum Heiligen Jakobus befindet sich ein aus dem Jahre 1325 stammendes Außenfresko. Das Stift Göttweig übergab 1264 den Besitz an Ottokar II. Der Römische König Albrecht II., welcher gleichzeitig Herzog Albrecht V. von Österreich war, verlieh auf Bitten des Hans von Ebersdorf den Leuten zu Baltharsdorf am 7. April 1437 ein Jahrmarktrecht nach dem Jakobstag. Adelige verschiedener Adelsgeschlechter bestimmten als Schlossbesitzer des Oberwaltersdorfer Schlosses beziehungsweise als Grundbesitzer die Geschichte der Gemeinde wesentlich.
Im Jahre 1462 wurde der Ort durch Söldnertruppen verwüstet.
Der Ort und die Kirche wurden im Jahre 1529 im Ersten Österreichischen Türkenkrieg zerstört.
1818 erbauten die Gebrüder Gradner und Anton Girardoni eine Spinnfabrik, die 1819 in Betrieb ging und die sich 1869 im Eigentum von Josef Poschon und Söhne befand.
Am 19. Juni 1897 brannte aus unbekannter Ursache das Ernst Ritter von Boschan und Comp. gehörende Fabriksgebäude ab und versetzte 210 Arbeiter in den unfreiwilligen Ausstand.
Im Jahr 1944 wurden ungarische Juden als Zwangsarbeiter eingesetzt.

### Einwohnerentwicklung
| Oberwaltersdorf: Einwohnerzahlen von 1869 bis 2025  | Oberwaltersdorf: Einwohnerzahlen von 1869 bis 2025 | Oberwaltersdorf: Einwohnerzahlen von 1869 bis 2025 | Oberwaltersdorf: Einwohnerzahlen von 1869 bis 2025 | Oberwaltersdorf: Einwohnerzahlen von 1869 bis 2025 |
| --------------------------------------------------- | -------------------------------------------------- | -------------------------------------------------- | -------------------------------------------------- | -------------------------------------------------- |
| Jahr                                                |                                                    |                                                    |                                                    | Einwohner                                          |
| 1869                                                | 1869                                               |                                                    | 1.025                                              | 1.025                                              |
| 1880                                                | 1880                                               |                                                    | 1.246                                              | 1.246                                              |
| 1890                                                | 1890                                               |                                                    | 1.348                                              | 1.348                                              |
| 1900                                                | 1900                                               |                                                    | 1.287                                              | 1.287                                              |
| 1910                                                | 1910                                               |                                                    | 1.547                                              | 1.547                                              |
| 1923                                                | 1923                                               |                                                    | 1.555                                              | 1.555                                              |
| 1934                                                | 1934                                               |                                                    | 1.768                                              | 1.768                                              |
| 1939                                                | 1939                                               |                                                    | 1.817                                              | 1.817                                              |
| 1951                                                | 1951                                               |                                                    | 1.711                                              | 1.711                                              |
| 1961                                                | 1961                                               |                                                    | 1.758                                              | 1.758                                              |
| 1971                                                | 1971                                               |                                                    | 2.020                                              | 2.020                                              |
| 1981                                                | 1981                                               |                                                    | 2.030                                              | 2.030                                              |
| 1991                                                | 1991                                               |                                                    | 2.416                                              | 2.416                                              |
| 2001                                                | 2001                                               |                                                    | 3.340                                              | 3.340                                              |
| 2011                                                | 2011                                               |                                                    | 3.975                                              | 3.975                                              |
| 2021                                                | 2021                                               |                                                    | 4.938                                              | 4.938                                              |
| 2025                                                | 2025                                               |                                                    | 5.290                                              | 5.290                                              |
| Quelle(n): Statistik Austria, Gebietsstand 1.1.2021 |                                                    |                                                    |                                                    |                                                    |

## Kultur und Sehenswürdigkeiten
- Schloss Oberwaltersdorf

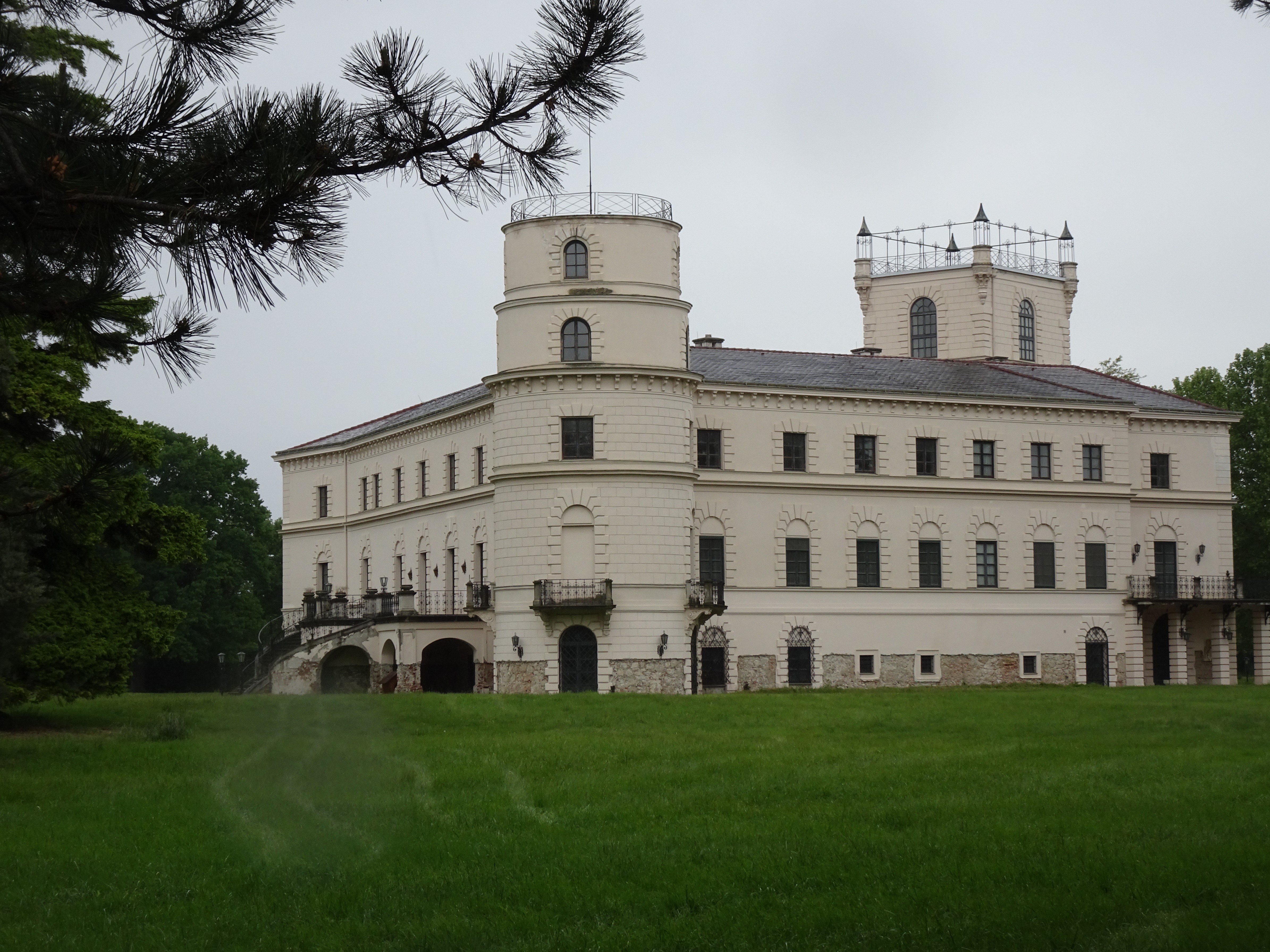
Schloss Oberwaltersdorf

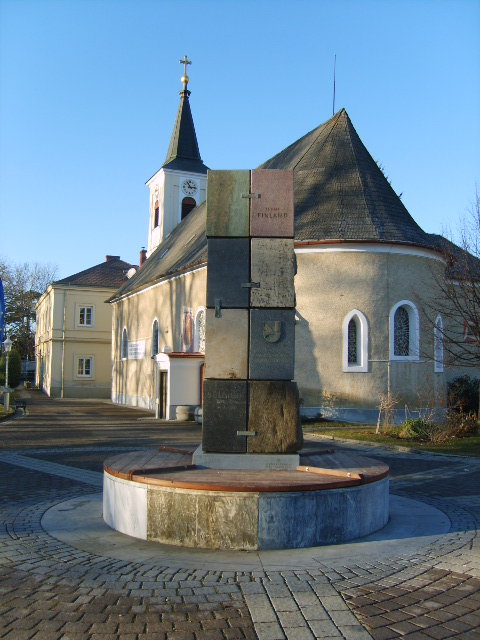
Europabrunnen mit der Pfarrkirche Oberwaltersdorf

- Katholische Pfarrkirche Oberwaltersdorf hl. Jakobus der Ältere
- Ehemalige profanierte Synagoge Oberwaltersdorf

## Wirtschaft und Infrastruktur

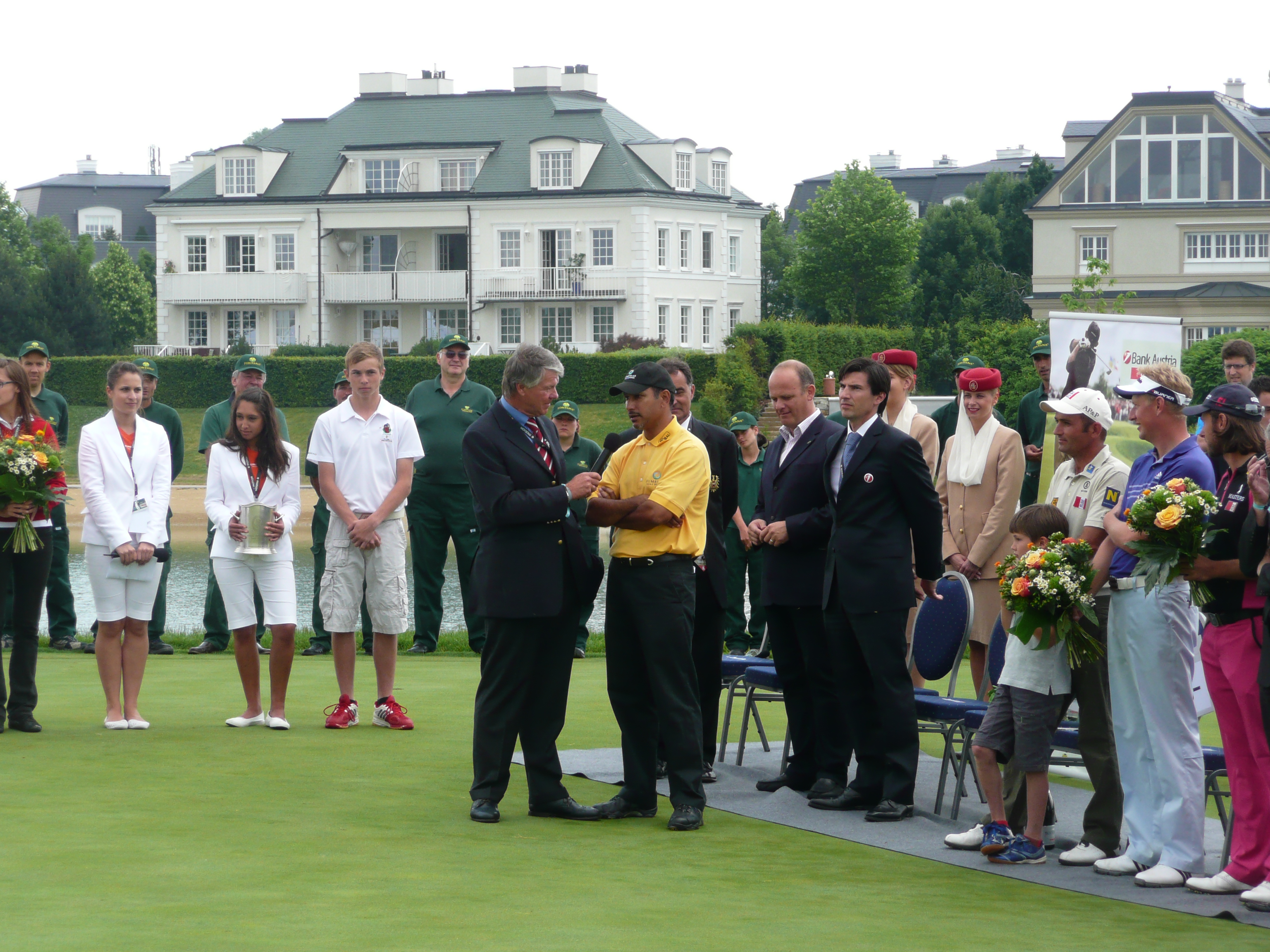
Der 2008 Austrian Open im Golfclub Fontana

Neben anderen Betrieben ist die bekannteste die Magna Holding AG, die ihre Europa-Zentrale in Oberwaltersdorf hatte, diese aber mit Ende 2013 nach Wien verlegt hat. Der Golfclub Fontana ist ebenfalls von Magna errichtet worden und ist Austragungsort der Austrian Open PGA Golftour jedes Jahr. Rund um die Anlage wurden historisierende Villen errichtet.
Ein schon älteres Unternehmen ist der Fleisch- und Wursthersteller Aibler, der zum Teil zur Schirnhofer Familienholding gehört.

### Öffentliche Einrichtungen
In der Gemeinde gibt es vier öfftenliche Kindergärten, eine Volksschule und eine Neue Mittelschule, die Oskar-Helmer-Schule.

## Politik

### Gemeinderat

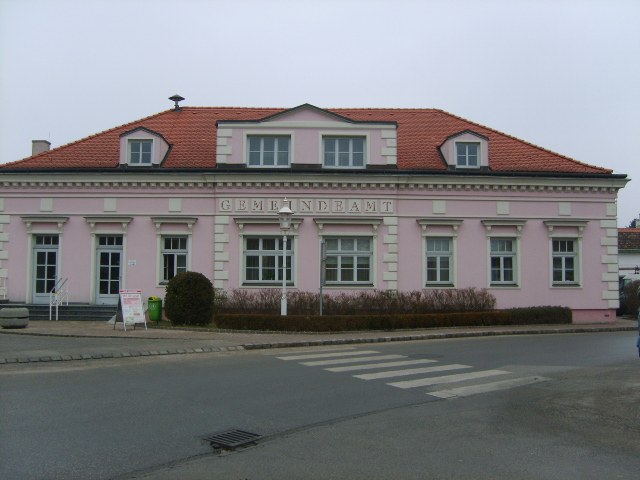
Ehemaliges Gemeindeamt

Der Gemeinderat hatte 23 Mitglieder und 25 Mitglieder ab dem Jahr 2025.
- Nach den Gemeinderatswahlen in Niederösterreich 1990 hatte der Gemeinderat folgende Verteilung: 14 SPÖ und 7 ÖVP. (21 Mitglieder)
- Nach den Gemeinderatswahlen in Niederösterreich 1995 hatte der Gemeinderat folgende Verteilung: 14 SPÖ, 5 ÖVP und 2 FPÖ.(21 Mitglieder)[6]
- Nach den Gemeinderatswahlen in Niederösterreich 2000 hatte der Gemeinderat folgende Verteilung: 12 SPÖ, 7 ÖVP, 1 FPÖ und 1 Bürgerliste Oberwaltersdorf. (21 Mitglieder)[7]
- Nach den Gemeinderatswahlen in Niederösterreich 2005 hatte der Gemeinderat folgende Verteilung: 13 SPÖ, 6 ÖVP und 4 Bürgerliste Oberwaltersdorf.[8] Im Oktober 2009 traten drei Gemeinderäte aus der SPÖ aus und gründeten im November das Unabhängige Forum Oberwaltersdorf (UFO).
- Nach den Gemeinderatswahlen in Niederösterreich 2010 hatte der Gemeinderat folgende Verteilung: 9 SPÖ, 8 ÖVP, 4 Bürgerliste Oberwaltersdorf, 1 FPÖ und 1 UFO.[9]
- Nach den Gemeinderatswahlen in Niederösterreich 2015 hatte der Gemeinderat folgende Verteilung: 12 ÖVP, 6 SPÖ, 2 GRÜNE, 2 FPÖ und 1 UFO.[10]
- Nach den Gemeinderatswahlen in Niederösterreich 2020 hat der Gemeinderat folgende Verteilung: 13 ÖVP, 4 SPÖ, 3 GRÜNE, 1 PRO-OW, 1 FPÖ und 1 NEOS.[11]
- Nach den Gemeinderatswahlen in Niederösterreich 2025 hat der Gemeinderat folgende Verteilung: 12 ÖVP, 6 SPÖ, 3 FLOW, 3 FPÖ und 1 NEOS.[12]

### Bürgermeister
- 1998–2008 Helene Auer (SPÖ)
- 2008–2010 Helmut Wodtawa (SPÖ)
- 2010–2017 Markus Gogollok (ÖVP)
- seit 2017 Natascha Matousek (ÖVP)[13]

### Wappen
Der Gemeinde wurde 1970 ein Wappen verliehen. In einem goldenen Schild sieht man eine schräggestellte blaue Spitze, die von einer steinernen roten Brücke überspannt wird. Daraus ragt  ein zinnenbekrönter roter Turm aus Steinquadern.

## Persönlichkeiten

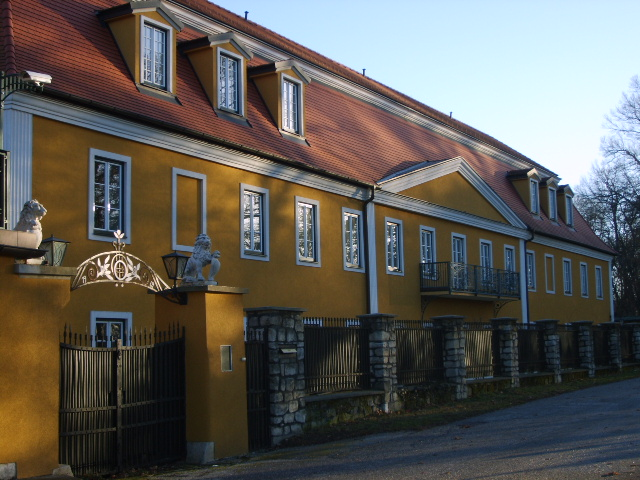
Das ehemalige Haus der Familie Koller, Pfarrgasse 15

- Helene Auer (* 1945), Angestellte, Politikerin und Abgeordnete zum Landtag von Niederösterreich
- Oskar Helmer, eine der führenden politischen Persönlichkeiten der österreichischen Nachkriegszeit, lebte in Oberwaltersdorf. Nach ihm sind die Volks- und Hauptschule, eine Straße und das ehemalige „Kulturheim“ benannt.
- Broncia Koller-Pinell und ihr Ehemann Hugo Koller. Frau Koller-Pinell war Malerin des Wiener Jugendstils. Sie stand der Wiener Secession, besonders Gustav Klimt und seinem Kreis, nahe. Das Ehepaar Koller-Pinell erwarb ein Haus am Mühlbach und ließ es nach Plänen von Josef Hoffmann umbauen. Die Inneneinrichtung gestaltete Broncia Koller gemeinsam mit Koloman Moser. Dieses Haus wurde zu einem beliebten Treffpunkt für Künstler, Philosophen und Intellektuelle. Unter anderem verkehrten hier auch Franz von Zülow sowie Egon Schiele. Auch die Tochter Silvia Koller brachte es zu künstlerischen Ehren, der Sohn Rupert war Dirigent und kurzzeitig mit Anna Mahler verheiratet.
- Lore Krainer (1930–2020; Kabarettistin, Sängerin, Komponistin und Autorin): Die in Graz geborene Künstlerin lebte in Oberwaltersdorf.
- Franz Kutschera: SS-General und de facto Gauleiter von Kärnten an Stelle Hubert Klausners, Nationalsozialist und Kriegsverbrecher.
- Hans Landauer (Spanienkämpfer, Buchautor): Hans Landauer (* 19. April 1921 in Oberwaltersdorf; † 19. Juli 2014 ebenda) war einer der jüngsten Österreicher, die freiwillig am Spanischen Bürgerkrieg teilnahmen. Er wurde 1941 im KZ Dachau inhaftiert. Nach der Befreiung arbeitete er als Kriminalpolizist sowie später in seiner Pension für das Dokumentationsarchiv des österreichischen Widerstandes.
- Gerald Messlender, ehemaliger Profifußballer (Verteidiger), aufgewachsen in Oberwaltersdorf, spielte u. a. bei den Bundesligavereinen Admira Wacker, FC Tirol und VfB Mödling und kam in der Österreichischen Fußballnationalmannschaft zum Einsatz.
- Alexander Prinz zu Solms-Braunfels (1855–1926): Der erste, 1892 gewählte Präsident des Trabrennvereins zu Baden bei Wien[15] besaß von 1898 bis ca. 1920 Gut und Schloss Oberwaltersdorf,[16] wo er unter anderem 1898 von den Österreichischen Schuckert-Werken eine elektrische Beleuchtungs- und Kraftübertragungsanlage errichten ließ.[17]
- Frank Stronach: Stronach erwarb 1994 Schloss samt Gutshof, Brennerei und einen Teil des dazugehörenden landwirtschaftlichen Gutes. Der alte Gutshof und die Brennerei mussten den neuen Gebäude Platz machen und wurden abgerissen. Es wurden nach und nach die Magna-Europazentrale, ein Golfplatz mit Clubrestaurant und Tennishalle, sowie die Wohnsiedlung Fontana am Magnagelände errichtet. Neben diesen entstand ein neuer Ortsteil an den Schlossseen.
- Walter-Josef Zupan: Ehrenbürger der Marktgemeinde Oberwaltersdorf, Gründungsmitglied und erster Präsident der Aktion Think European, Ideengeber für den 1997 in Oberwaltersdorf errichteten Europa-Brunnen.[18]